# Rockpolitik
«Rockpolitik» (рус. Рок-политик) — скандальное политическое ток-шоу итальянского певца и киноактёра Адриано Челентано, выходившее осенью 2005 года на итальянском телеканале Rai Uno.

## Описание
Жанр передачи можно охарактеризовать, как авторское музыкально-политическое ток-шоу. Ведущим передачи выступал сам Челентано.
Все выпуски программы открывались под аккомпанемент электрической гитары, что символизировало идеологическую концепцию передачи — «деление мира» на «рок и ленто» (итал. rock e lento). Ведущий программы вместе со своими гостями обсуждал, иногда в сатирическом ключе, общественные и политические вопросы и выступал с критикой правительства.
Зрители в студии размещались на ярусных трибунах, окружённых огромными декорациями, изображающими город в американском стиле, с огромным мостом и силуэтами небоскрёбов. Также в студии были размещены два огромных светодиодных экрана: один из них располагался вдоль сцены со студийным оркестром, а второй использовался в качестве эффектного задника для сцены, на которой выступали артисты — гости шоу.
Первый выпуск программы вышел 20 октября 2005 года и сразу же вызвал широкий общественный резонанс. Причиной тому послужил ряд резких высказываний Челентано в адрес итальянского правительства и, в частности, Сильвио Берлускони, действующего на тот момент премьер-министра Италии. Не последнюю роль в этом конфликте сыграл и неоднозначный номер с «письмом премьер-министру», в котором Челентано назвал его «Коррупцьони». Берлускони очень обиделся и так отозвался о программе:

Программа Челентано — лишь последний эпизод той атаки, которую СМИ ведут с 2001 года на правительство и его председателя.— С. Берлускони
Программа побила все рекорды по телевизионным рейтингам — премьерный выпуск посмотрело более одиннадцати миллионов телезрителей. Несмотря на это, после выхода четырёх частей шоу прекратило своё существование, хотя каждый из выпусков в среднем собрал 48 % аудитории. 20 ноября 2006 года вышла одноимённая книга, посвящённая этой программе.
В рамках данной передачи Адриано Челентано исполнил несколько песен — как старых, так и из своего нового на тот момент альбома C’è sempre un motivo.

## Награды
- Премия «Ideona», номинация «Лучшее Live Event Show», 2005 год[8].